# Criza ostaticilor japonezi, 2015
 Criza ostaticilor japonezi, 2015 s-a declanșat în primele luni ale anului 2015, când organizația teroristă Statul Islamic a capturat doi cetățeni japonezi, Haruna Yukawa și Kenji Goto. În ciuda unor aparente negocieri (intermediate de Iordania) între guvernul japonez și gruparea teroristă, cei doi ostatici au fost executați. Kenji Goto era un jurnalist de război cunoscut în Japonia, iar capturarea lui a survenit, aparent, în urma deciziei sale de a intra în spațiul geografic controlat de teroriști, în încercarea de a-l salva pe Yukawa. Execuția celor doi japonezi a fost condamnată pe plan internațional ca un act inuman.   